# されどはまぐり
『されどはまぐり』は、竹洞哲也監督の日本映画。

## 概要
「OP PICTURES+ フェス 2021」上映作品として『されどはまぐり』のタイトルで2021年11月18日劇場公開。
2022年1月21日、成人映画として再編集され『はまぐり三景　吸っていじって』として公開。コロナ禍の撮影であることを念頭に置き制作され、夫婦3組はそれぞれ別日に撮影された。このため3組を演じた役者同士は舞台挨拶で初めて挨拶を交わした。

## ストーリー
はまぐり料理を提供する民泊はまぐり。ここには日夜様々なカップルがやってくる。久々の旅行で夜の営みを目論む夫と気乗りしない妻。結婚後に互いの本性を知り、離婚寸前の夫婦。結婚間近の中年男とバツイチ女。民宿経営者を語り部に悩みを抱えた男女3組をオムニバス形式で描く。

## 登場人物
鶴見望
演 - 並木塔子
子作りに悩み、浮かない妻。
鶴見一郎
演 - 石川雄也
不妊治療を受ける、はしゃぐ夫。
高尾加奈
演 - 岡江凛
熟年婚を経て喧嘩をするふくよかな妻
高尾明久
演 - モリマサ
性欲が強すぎ離婚を突きつけられた、背の低い夫。
関川珠江
演 - 辰巳ゆい
離婚歴のあるマイペースな彼女
関川元成
演 - 近藤善揮
高齢でスタミナのない彼氏
北川達子　
演 - 倖田李梨
民宿はまぐりの経営者で料理人。
北川の夫
演 - 山本宗介
北川達子の亡き夫。

## スタッフ
- 監督・編集：竹洞哲也
- 脚本：小松公典
- 撮影監督：坂元啓二
- 助監督：江尻大、島崎真人
- スチール：須藤未悠
- 音楽：與語一平
- 録音・整音：植田中
- 仕上げ：東映ラボ・テック
- 制作：Blue Forest Film
- 配給：オーピー映画